# 22. Sinfonie (Haydn)
Die Sinfonie Es-Dur Hoboken-Verzeichnis I:22 komponierte Joseph Haydn im Jahr 1764 während seiner Anstellung als Vize-Kapellmeister beim Fürsten Nikolaus I. Esterházy.

## Allgemeines

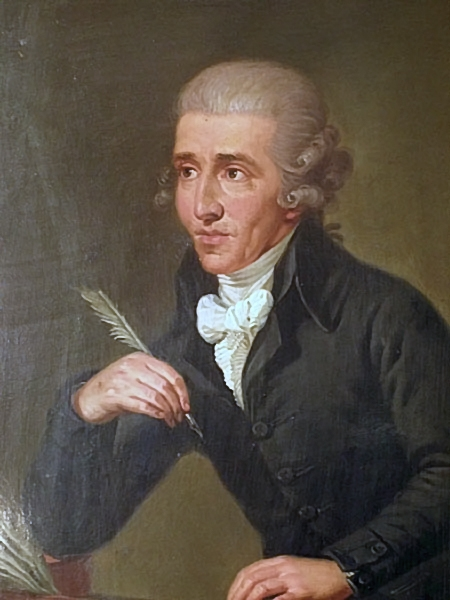
Joseph Haydn (Gemälde von Ludwig Guttenbrunn, um 1770)

Die Entstehung des Beinamens „Der Philosoph“ ist unbekannt. Er  taucht erstmals in einer österreichischen Abschrift in Modena um 1790 auf und wurde auch von Aloys Fuchs in seinem Verzeichnis der Werke Haydns (1839/40) verwendet. Üblicherweise wird der Titel auf das Adagio bezogen.
Das Werk zeichnet sich durch folgende Besonderheiten aus:
- Die Satzfolge langsam – schnell – langsam (Menuett) – schnell richtet sich nach der spätbarocken Kirchensonate und ist unter Haydns Sinfonien auch bei  Nr. 5, Nr. 11, Nr. 18, Nr. 21, Nr. 34 und Nr. 49 vertreten.
- Während es in anderen Sinfonien dieser Zeit üblich ist, dass zumindest der langsame Satz oder das Trio in einer anderen Tonart – meist der Dominante – stehen, sind hier alle Sätze in Es-Dur gehalten.
- Verwendung von Englischhörnern anstelle von Oboen. Möglicherweise war Haydn jedoch von dem etwas scharfen Klang nicht überzeugt, da er dieses Instrument in seinen späteren Sinfonien nicht wieder verwendet hat.[4]

Die damalige Aufführungspraxis nahm meist wenig Rücksicht auf die ursprüngliche Orchestrierung, sondern richtete sich v. a. nach den vorhandenen Besetzungsmöglichkeiten. So waren von der Sinfonie Nr. 22 auch zeitgenössische Bearbeitungen in Umlauf, in denen Oboen oder Flöten (mit entsprechend anderer Klangfarbe) anstelle der Englischhörner vorgesehen waren. Im Jahr 1773 veröffentlichte der Pariser Verleger Venier eine dreisätzige Fassung der Sinfonie: An Stelle des ersten Satzes, der einschließlich des Menuetts eliminiert wurde, steht der ursprüngliche zweite Satz (Presto). Ihm folgt ein neues Andante grazioso in As-Dur, und als letzter Satz das Schluss-Presto. Weiterhin sind die Englischhörner durch Flöten ersetzt. Unklar ist, ob dieser neue zweite Satz von Haydn stammt und ob diese Änderungen mit seinem Einverständnis vorgenommen wurden.
Ebenfalls aus dem Jahr 1764 sind die Sinfonien Nr. 21, Nr. 23 und Nr. 24 in autographer Form überliefert.

## Zur Musik
Besetzung: zwei Englischhörner, zwei Hörner in Es, zwei Violinen, Viola, Cello, Kontrabass. Zur Verstärkung der Bass-Stimme wurde damals auch ohne gesonderte Notierung ein Fagott eingesetzt. Über die Beteiligung eines Cembalo-Continuos in Haydns Sinfonien bestehen unterschiedliche Auffassungen.
Aufführungszeit: ca. 18 Minuten, bei Einhalten aller Wiederholungen ca. 22 Minuten.
Bei den hier benutzten Begriffen der Sonatensatzform ist zu berücksichtigen, dass dieses Modell erst Anfang des 19. Jahrhunderts entworfen wurde (siehe dort) und für eine Sinfonie von 1764 nur mit Einschränkungen herangezogen werden kann. Die hier vorgenommene Beschreibung und Gliederung der Sätze ist als Vorschlag zu verstehen. Je nach Standpunkt sind auch andere Abgrenzungen und Deutungen möglich.

### Erster Satz: Adagio
Es-Dur, 4/4-Takt, 69 Takte

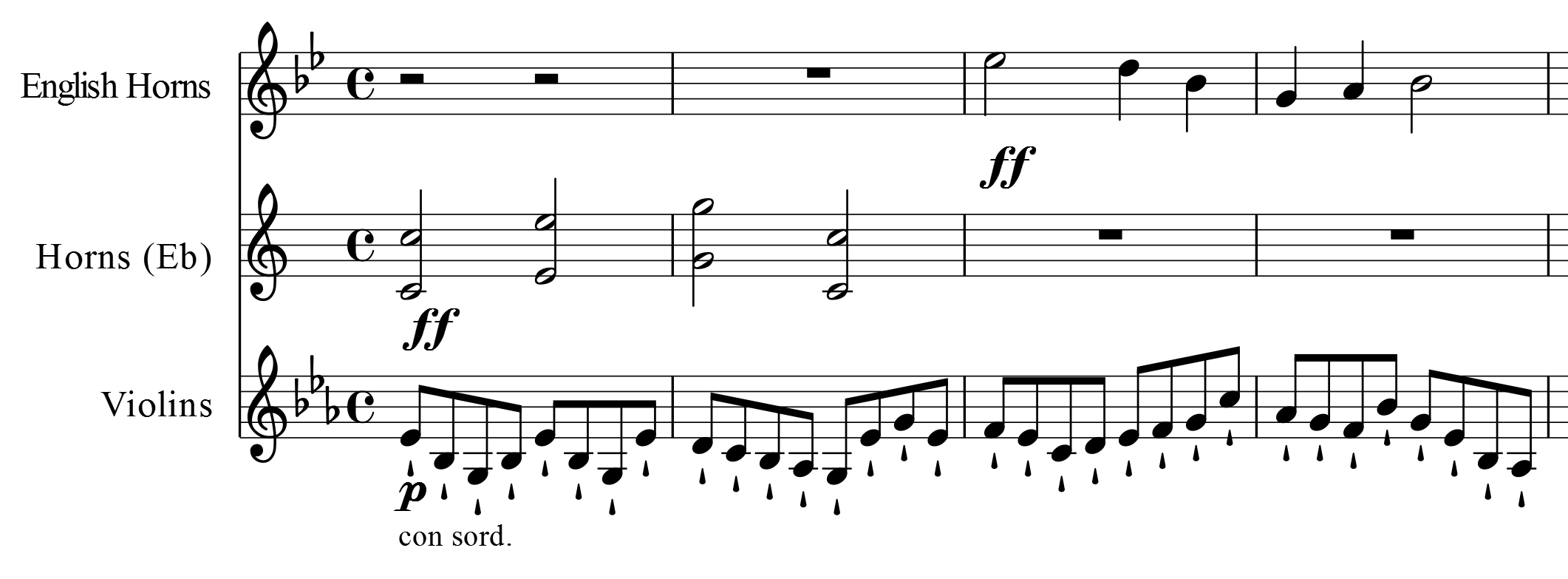
Beginn des Adagio in den Englischhörnern, Hörnern (in Es) und den Violinen

Der Satzaufbau ist relativ frei gehalten (Satzübersicht bei Howard Chandler Robbins Landon). Das erste Thema (Hauptthema) mit symmetrischer Struktur beginnt mit seinem signalartigen Es-Dur-Dreiklang der Hörner im Fortissimo, beantwortet von den Englischhörnern ebenfalls im Fortissimo. Die Streicher mit Dämpfer sind hier wie auch im übrigen Satz piano gehalten und spielen pizzicato. Die zweite Hälfte des Themas stellt eine Variante der ersten dar und wechselt am Ende mit Hornttriller zur Dominante B-Dur. Es folgt bis Takt 13 ein Abschnitt für Streicher und Englischhorn, der mit seinem chromatischen Motiv kurzfristig zur Dominante der Dominanttonart führt. Daran schließen sich weitere kleine Motive in den Violinen an. Ein Vorschlagsmotiv beendet den ersten Satzteil in Takt 22.
Der Mittelteil beginnt als Streicherabschnitt: Die 1. Violine führt die Melodie mit dem Hauptmotiv (Dreiklang) in B-Dur; gefolgt von mehreren Takten mit dissonanten Sekunden, Vorhalten und Synkopen. Diese „Ketten von Vorhaltsdissonanzen“ kann Assoziationen zur Musik des Spätbarock hervorrufen. Ab Takt 30 beginnen die Englischhörner mit dem Anfangsdreiklang in f-Moll im Fortissimo. Nach einem Zwischenspiel der Streicher (Takt 35–39) folgt der Dreiklang nochmals in der Dominante B-Dur und leitet zur „Reprise“ ab Takt 44 über. Diese beginnt wieder mit dem Hauptthema entsprechend dem Satzanfang und ist insgesamt ähnlich wie der erste Satzteil strukturiert. In den letzten drei Takten hat dann der Dreiklang des Hauptthemas seinen letzten Auftritt. Erster Teil sowie Mittelteil und Reprise werden wiederholt.
Beim Hören dieses Satzes sind verschiedene Assoziationen möglich: Die sich durchweg hinziehende, gemächlich / gravitätisch – schreitende Bewegung von Cello und Kontrabass lässt einerseits das Bild eines umherwandernden, nachdenklichen Philosophen zu, andererseits aber auch das einer Kirchenprozession, zumal das Hauptthema vom Charakter her einem Choral ähnlich ist. Hochkofler spricht von einer „unheimlichen Düsterkeit“, und Robbins Landon meint, dass der Hörer den Eindruck hat, einem antiken Drama beizuwohnen. Er sieht in den Zwischenspielen der Streicher mit den dissonanten Vorhalten und Synkopen den bewussten Einsatz einer alten Technik und bezeichnet das Adagio als einen der originellsten Sätze in Haydns sinfonischem Schaffen.
In den „Biographischen Nachrichten“ berichtet der Landschaftsmaler Albert Christoph Dies von seinem Besuch bei Haydn am 27. Mai 1806:

„Schon seit langer Zeit hatte ich mir vorgesetzt, Haydn zu fragen, inwiefern die Behauptung (die ich mehrmals gehört und auch gelesen hatte) wahr sei, dass er in seinen Instrumentierungen irgendeine selbstbeliebige wörtliche Aufgabe zu bearbeiten suchte? (...) „Selten“, antwortete Haydn. „Ich ließ gewöhnlich in der Instrumentalmusik meiner bloß musikalischen Phantasie ganz freien Lauf. Nur eine Ausnahme fällt mir jetzt bei, wo ich in dem Adagio einer Symphonie eine Unterredung zwischen Gott und einem leichtsinnigen Sünder zum Thema wählte.“ – Bei einer späteren Gelegenheit fiel die Rede wieder auf dieses Adagio und Haydn sagte, er habe die Gottheit immer durch die Liebe und Güte ausgedrückt. Ich ersuchte Haydn, mir das Thema des Adagio zu bestimmen, weil es für die meisten Leser Interesse haben müsste. Er erinnerte sich aber nicht mehr, in welcher Symphonie es sich befinde.“

Howard Chandler Robbins Landon vermutet einen Zusammenhang mit dem vorliegenden Satz, Ernst Praetorius dagegen mit dem Adagio aus der Sinfonie Nr. 7.

### Zweiter Satz: Presto
Es-Dur, 4/4-Takt, 98 Takte
Der Satz kontrastiert im Tempo und Charakter deutlich zum vorangehenden Adagio. Das Hauptthema ist durch den Wechsel von Staccato-Achteln und Vierteln gekennzeichnet mit anfangs zweitaktigen, dann viertaktigen Einheiten (beide jeweils wiederholt). Bis zum Ende der Exposition in Takt 38 folgt nun eine Reihe von Motiven und Figuren: Oktavsprung aufwärts und anschließende Betonung der zweiten Zählzeit (Synkope), zwei Takte Synkopenbewegung sowie ein Abschnitt mit Akkordmelodik und Trillern. Die Figur ab Takt 32 mit Imitation des Violinmotivs in den Englischhörnern kann als Schlussgruppe gedeutet werden.
Der Durchführungsteil ab Takt 38 verarbeitet das Oktavsprung-Motiv, den Beginn des Hauptthemas (kurze Scheinreprise in Es-Dur in Takt 46), die Synkopenfigur und führt am Schluss noch ein neues Motiv mit gangartiger Bassfigur ein. Die Reprise (ab Takt 68) ist ähnlich der Exposition strukturiert. Exposition sowie Durchführung und Reprise werden wiederholt.

### Dritter Satz: Menuetto
Es-Dur, 3/4-Takt, mit Trio 52 Takte
Im feierlichen Menuett sind die beiden Violinen parallel geführt, die 2. Violine z. T. eine Oktave unter der 1. Violine. Die letzten fünf Takte des Menuetts kontrastieren durch ihre Triolen zum vorigen Material, der Abschnitt ist daher als eine Art Coda deutbar.
Das Trio – ebenfalls in Es-Dur – ist durch Terzfiguren der dominierenden Bläser charakterisiert, nach Howard Chandler Robbins Landon eine Kombination aus „Feld Parthie“ (wegen der dominierenden Bläser) und Ländler (wegen der Streicherbegleitung mit „off-beat“).

### Vierter Satz: Finale. Presto
Es-Dur, 6/8-Takt, 119 Takte
Wie auch bei den anderen Sätzen, ist das Presto mehr von einer Abfolge von Motiven als durch thematische Arbeit geprägt. Der Satz ist durch seine durchgehende, hämmernde Achtelbewegung noch etwas „hektischer“ als das vorige Presto. Das erste Thema (Hauptmotiv) besteht aus drei abwärtsgehenden Vierteln der Violinen, beantwortet durch eine Tonrepetitions-Hornfanfare, und weist in Richtung Jagd- oder Posthornmelodik. Es folgen ab Takt 9 mehrere Figuren mit kontinuierlicher  Achtelbewegung, teilweise auch mit Dreiklangsmelodik. Von Bedeutung für die Durchführung ist das Motiv aus einem aufsteigenden Dreiklang ab Takt 32 („Dreiklangs-Motiv“). Ein klar abgrenzbares zweites Thema ist nicht erkennbar.
Im Durchführungsteil wird zunächst das Hauptmotiv in den Streichern moduliert und versetzt vorgetragen; durch das Fehlen der Hornfanfare wirkt der Abschnitt bis Takt 53 relativ ruhig. Ab Takt 54 setzt dann das ganze Orchester mit dem Dreiklangsmotiv im Forte ein. Dabei wechselt Haydn über G-Dur, f-Moll, As-Dur nach Des-Dur und b-Moll. Die Reprise (ab Takt 75) ist ähnlich der Exposition strukturiert. Exposition sowie Durchführung und Reprise werden wiederholt.